# Pontogammarus borceae
Pontogammarus borceae is een vlokreeftensoort uit de familie van de Pontogammaridae. De wetenschappelijke naam van de soort is voor het eerst geldig gepubliceerd in 1943 door Carausu.